# 基本教練
基本教練（きほんきょうれん、英：Military Drill）とは個人および部隊の基本動作を統制する一定の動作様式である。

## 概説
基本教練にはいくつか分類がある、動作を行う者の規模によって分ければ、各個教練と部隊教練となる。部隊教練をさらに分隊教練、小隊教練、中隊教練に分類することもある。装備によって分ければ徒手教練と執銃教練となる。動作の種類によって分ければ、停止間動作と行進間動作となる。
基本教練においてはまず不動の姿勢が基本姿勢となる。この不動の姿勢を基礎として、前進の基本方向となる前方、前方を向いた状態で回れ右により向く背後、さらに前方に対する左右方向の基本的な四方向が定義され、回れ右、右向け右、左向け左などの号令によって決められた動作と節度で所定の方向へ転換する。銃を持った状態での動作も定められている。
分隊、小隊、中隊、大隊などの部隊でもこの基本教練に従って行進することが可能となる。この基本教練は複雑な動作を誰にでも習得が可能なように動作が要素化され、部隊の動作の単純化・合理化が図られているものである。ファランクスやレギオンなどのような密集隊形での戦闘の伝統がその起源であり、16世紀にオランダ総督のマウリッツによって初めて体系化され、新兵教育で導入された。現代の戦闘では用いられないが、祭典での整列や行進などで未だに頻繁に使用されるため、軍事教育の基礎に採用されている。各種敬礼もこの基本教練の一部として教育される。
日本での基本教練は明治期におけるオランダ陸軍の翻訳した教範類の基本教練を基礎とされており、またアメリカの基本教練はアメリカ独立戦争時に軍事顧問として監察官に指名されていたプロイセン軍人シュトイベンにより基礎付けられたように、各国の基本教練は様々な採用の経緯を経ており、基本的な事柄は同様であるが微妙に異なっている場合が多い。
ロシアでは「回れ右」ではなく「回れ左」（号令は"кругом"で、単に「回れ」の意味）が普通のようである。

## 各個教練
- 気をつけ
- 整列休め
- 休め
- [半ば] 右向け右、左向け左
- 回れ右
- 敬礼
- なおれ

### 基本姿勢
不動の姿勢とは「気をつけ」(Attention)の号令によりかけられ、直立不動の姿勢になって胸をはり、視線を真正面に固定し、両手は握りこぶしで体側に付ける。両足の踵をつけてつま先は60度の角度で開く。この不動の姿勢から全ての基本教練の動作が行われる。不動の姿勢を解くためには「休め」(At Ease)の号令をかける。休めの姿勢は左足を肩幅に開き、両手をまず背中で軽く握り、一拍置いて腰辺りに下ろす。しかしこの休めの姿勢は一様ではなく、例えば米軍では段階的に四つの種類がある。
- 左足を肩幅に開いて手を腰ベルトないし弾帯の背後に組む行進休め (Parade Rest)
- 行進休めの姿勢よりも楽な位置に手を下ろす休め (At Ease)
- 話者に対して視線を向けることが許される休め (Stand At Ease)
- 右足以外自由に動くことが許される休め (Rest)

また同様に英軍でも四つに区別されており、気をつけ (Attention)、休め (At Ease)、休め (Easy)、楽に (Relax)という号令がある。

### 執銃時の動作
※読み方について自衛隊では「じゅう」又は「つつ」である
- 立て銃（つつ）
- 下げ銃（つつ）
- 担え銃（つつ）
- 控え銃（つつ）
- 捧げ銃（つつ）
- 銃（じゅう）を置け
- 銃（じゅう）をとれ
- 着け剣
- 取れ剣
- 銃（じゅう）点検
- 元へ銃（つつ）

執銃時の動作とは小銃を担っている状態での基本教練である。執銃時の動作の基本姿勢は控え銃 (Port Arms)であり、これは不動の姿勢のまま小銃を体の前で脇をしめたまま両手で持ち、右手は正面に対して手甲を向けて銃床を、左手は正面に手甲が見えないように被筒部後部を握る。この時の着眼として銃口が正面に対して約45度の角度で地面から傾くように構える。この姿勢から休めを号令する場合は立て銃(Order Arms)の姿勢に移る。これは不動の姿勢のままで右足の小指の真横に銃床の上部を置き、右手で銃を立てるために銃の照準を隠すように固定する。この時に右手は腰から離さない。この立て銃の姿勢から休めの姿勢に移る場合は左足を肩幅に開いて左手を背後に回し、銃身を握った右手を突き出す。

### 礼式
礼式とは敬礼の動作を取り仕切るものである。陸軍と海軍、また国や時代によっても内容は異なる。敬礼の際には階級の下級者から上級者に対してまず行い、これに上級者が答礼した後に敬礼者が敬礼を解くことが原則である。敬礼の方式には挙手の敬礼 (Hand Salute)、捧げ銃の敬礼 (Present Arms)などがある。挙手の敬礼は不動の姿勢をとって右手を上げ、手のひらを左下方に向けて人さし指を帽のひさしの右斜め前部にあてる。この際に正面から手のひら、手の甲を見せず手の真横を見せるようにし、（イギリス軍は掌を見せる）二の腕は地面と水平を保つ（海上自衛隊の艦内では、前部へ45度傾斜させる）。不動の姿勢から挙手の敬礼は一動作であり、挙手の敬礼は日常的に用いられる基本的な敬礼である。捧げ銃は立て銃の姿勢から小銃を右手のみでまず体の中央前に持ち上げ、同時に左手で銃の引金室前部を握る。この時に前腕を水平にして体につけ、小銃を体から約10センチメートル離して垂直に保つ。次の動作で右手で指を揃えて銃把を軽く握る。この捧げ銃は着剣捧げ銃として着剣して行う場合もある。

## 部隊教練
部隊教練とは部隊で行われる基本教練である。部隊とは特定の指揮下にあって二人以上の兵員により構成される集団である。

### 整列
整列とは基準を定めた上で部隊を整然と縦隊または横隊並べることである。一列縦隊で整列する場合、前から背の順にその前後の頭が直線上に位置するように並び、その間隔は腕の長さ程度とする。また一列横隊で整列する場合には右から背の順に左右の肩が直線上に位置するように並び、その間隔は短間隔の場合は左手を腰に当てた時の肘の間隔であり、通常間隔の場合は左手を地面と水平に上げた時の腕の間隔である。整列を行うことにより、部隊教練を行うことが出来る。

### 行進間動作
- 前へ進め
- 縦隊[半ば]右へ進め
- 縦隊[半ば]左へ進め
- 右向け前へ進め
- 左向け前へ進め
- 足をかえ
- 歩調数え
- 間隔歩調数え
- 分隊 [小隊] 止まれ
- 足踏み進め
- 駆け足進め
- 速足進め
- 駆け足足踏み進め
- 並足進め
- 道足進め

行進(March)は整列した上での前進を基本とし、その歩幅と腕の動作、部隊の整列は規定される。その他の上半身の姿勢や視線は不動の姿勢のように背筋は伸ばして顔は正面に向ける。さらに行進は指揮官の号令によって指揮される。行進は前後左右の四方向を基礎として斜めの方向を含め全部で八種の前進方向が定められている。基本的な行進の号令は「前へ、進め」という前進(Advance)の号令であり、これは左足から始まる前方への歩行である。方向を転換する場合は部隊が転換位置に到達した時点で、例えば「縦隊右へ、進め」のように、左右に進む方向を指示して号令をかけることで方向を転換しながら進む。また斜めに進む場合は同様に転換地点で、例えば「縦隊半ば左へ、進め」のように、左右45度への方向を指示する。部隊の行進を止める場合は「右向け、止まれ」又は「左向け、止まれ」という号令により停止させる。